# Sân bay Sambava
Sân bay Sambava (IATA: SVB, ICAO: FMNS) là một sân bay ở Sambava, Madagascar.

## Hãng hàng không và điểm đến
| Hãng hàng không | Các điểm đến              |
| --------------- | ------------------------- |
| Air Madagascar  | Antananarivo, Antsiranana |
| Tsaradia        | Antananarivo              |